# 比斯洛 (佛羅里達州)
比斯洛（英語：Bithlo）是位於美國佛羅里達州橙縣的一個人口普查指定地區。

## 地理
比斯洛的座標為28°33′00″N 81°06′00″W / 28.55000°N 81.10000°W，而該地最高點為海拔高度19米（即62英尺）。

## 人口
根據2010年美國人口普查的數據，比斯洛的面積為28.10平方千米，當中陸地面積為27.60平方千米，而水域面積為0.50平方千米。當地共有人口8266人，而人口密度為每平方千米294人。